# Lutjanus viridis
Lutjanus viridis es una especie de peces de la familia Lutjanidae en el orden de los Perciformes.

## Morfología
Los machos pueden llegar alcanzar los 30 cm de longitud total.

## Hábitat
Es un pez de mar de clima tropical y asociado a los arrecifes de coral que vive entre 3 y 30 m de profundidad.

## Distribución geográfica
Se encuentra desde México hasta el Ecuador incluyendo las islas Galápagos y Revillagigedo.

## Uso comercial
Es capturado con redes de pesca y se comercializa fresco.